# Федерация хоккея Израиля
Федерация хоккея Израиля (англ. Ice Hockey Federation of Israel, IHFI) — организация, занимающаяся проведением на территории Израиля соревнований по хоккею с шайбой среди взрослых, юношеских и детских команд, а также первенства страны для различных возрастных категорий по инлайн-хоккею (хоккею на роликовых коньках). Член ИИХФ c 1 мая 1991 года.
С 2013 по 2018 годы федерацию возглавлял Евгений Гусин. 16 ноября 2018 года прошли выборы на пост президента федерации и новым президентом стал игрок ХК Метула Левав Вайнберг.

## История
Хоккей в Израиле родился в 1986 году с началом занятий на первой, небольшой площадке, которая была открыта, в Кирьят-Моцкине возле Хайфы. В 1988 году была образована Израильская ассоциация хоккея и фигурного катания (самостоятельной, Федерация хоккея Израиля, стала в 1994 году).
Позже открылся крытый каток в Бат-Яме, возле Тель-Авива, на котором прошли первые чемпионаты Израиля по хоккею и фигурному катанию.
Толчок к развитию хоккея дала эмиграция в Израиль. В страну прибыли хоккеисты и тренеры из бывшего СССР и Канады: Евгений Гусин («Химик», Воскресенск), Борис Амромин («Динамо», Харьков), Александр Голубович («Ижсталь», Ижевск), Иван Маклаков, Марк Лебедев («Торпедо», Усть-Каменогорск), Эдуард Ревняга («Динамо», Рига), Сергей Бело (СКА, Санкт-Петербург), Дмитрий Путилов («Спутник», Нижний Тагил), Вячеслав Марчанский («Сибирь», Новосибирск), Александр Столяр («Сокол», Киев), Ворд Парсон (Канада), Майкл Рубин (Канада), Марк Телесник (Канада), Жак Русинек (Канада). Стали открываться кружки по фигурному катанию и хоккею.
- 1994 год в городе Метула был открыт Ледовый Дворец Канада Центр со стандартной хоккейной площадкой и двумя трибунами.
- 1997 год Роджер Нельсон[англ.], тренер нескольких команд НХЛ, открыл хоккейный лагерь в канадском центре в городе Метула[3].
- 2010 год в Метуле открылась канадо-израильская хоккейная школа.
- 2013 год в городе Холон открылся второй ледовый дворец Ледовый дворец «Айс Пикс» на 240 мест.

В израильской хоккейной лиге произошли изменения. Так же изменилась структура проведения чемпионата страны.
На международной арене израильские хоккеисты принимают участие в чемпионатах мира во всех возрастных категориях, а в сезоне 2021/2022 впервые примут участие в турнире среди женщин. Израильские клубы участвуют Континентальном кубке.

## Президенты федерации
- Иосиф Гольдберг 1988—1997
- Сергей Матин[4] 1997—2010
- Константин Братчиков 2010—2011
- Эран Аронович[5] 2011—2013
- Евгений Гусин 2013—2018
- Левав Вайнберг 2018 — н.в

## Детский и юношеский хоккей
В апреле 2009 года детская команда «Айс Тайм», составленная из хоккеистов Нагарии и Маалота участвовала в международном турнире Volvo Cup (сейчас называется Riga Cup) в возрастной категории до 12-и лет, который проходил в столице Латвии Рига. Команда «Айс Тайм» разделила 8-10 места с хоккеистами из Нидерландов и Великобритании.
В 2010 году детская команда ХК Бат-Ям, в возрастной категории до 13 лет, стала победителем международного турнира в Квебеке (Класс В).
В 2011 году ХК Бат-Ям вновь заняла первое место в этом турнире.
В ледовом дворце спорта Канада Центр ежегодно открывается летний лагерь для детей от 7 до 15 лет. Также ежегодно группа молодых хоккеистов выезжает в летний лагерь, в спортивный центр города Молодечно Белоруссия

## Чемпионаты Израиля по хоккею с шайбой
В первом чемпионате Израиля, который состоялся в 1990 году, участвовало 4 команды, победителем стал ХК Хайфа, переименованный впоследствии в Хоукс Хайфа. Клуб из Хайфы победил также в чемпионатах 91-го и 94-го года, а всего 6 раз. На данный момент это рекорд Израиля.

## Международные соревнования

### Континентальный кубок
Израильские команды начали принимать участие в этом турнире с его первого розыгрыша.
Лайонс Джерузалем — 1998;
Маккаби Амос Лод — 1999, 2002, 2006;
ХК Метула — 2000;
Монфорт Маалот — 2001, 2003, 2004;
Айс Тайм Герцлия — 2010;
ХК Бат Ям — 2011;
Маккаби Метула — 2013;
Ришон Дэвилз — 2016

### Сборная Израиля по хоккею с шайбой
Первый официальный матч сборная Израиля провела на чемпионате мира 1992 года против сборной Испании и проиграла 23:4.
Лучшего результата сборная достигла в 2006 году заняв 6-е место в первом дивизионе.
Самая крупная победа была одержана в 2011 году над сборной Греции 26:2.
В чемпионате 2013 года сборная Израиля заняла 1-е место в группе B второго дивизиона и перешла в группу А.

### Молодёжная и юниорская сборные Израиля по хоккею
- Юниорская сборная победила на чемпионате мира по хоккею 2013 года в группе В третьего дивизиона и перешла в группу А.
- На молодёжном чемпионате мира 2016, молодёжная сборная впервые с 1997 года выступила на международной

арене и заняла 4-е место в своей группе.